# Manrico Guerrieri
Manrico Guerrieri (Fucecchio, 1º aprile 1922 – ...) è stato un calciatore italiano, di ruolo difensore.

## Carriera
Giocò una stagione in Serie A con la maglia della Lucchese.

## Palmarès

### Club

#### Competizioni regionali
- Promozione: 1

Viareggio: 1954-1955